# Wallflip
Wallflip - (ang. wall - ściana, flip - obrót) to technika w streetstunt polegająca na zrobieniu back flipa odbijając się od ściany. Wallflipy dzielą się na: "1 step" czyli jeden krok na ścianie, "2 step" czyli dwa kroki na ścianie, "3 step" czyli trzy, itd.

## Technika wykonania
Należy wziąć rozbieg i odpowiednio wymierzyć kroki. Wybić się w odpowiednim momencie (dla każdego jest inny) zrobić jeden krok (1 step) dwa kroki (2 step) lub trzy kroki (3 step) itd. na ścianie, odchylić głowę do tyłu, a nogę która nie jest w tym momencie na ścianie bądź przeszkodzie, machnąć do góry. Podczas lotu starać się złożyć tak, aby kolana były jak najbliżej klatki piersiowej i w pewnym momencie się rozłożyć i wylądować.